# 德诺南
德诺南（藏語：ལྡེ་སྣོལ་ནམ，威利转写：lDe snol nam，?—?），又译为南德诺南、德脑南等。按照藏族的传统他是吐蕃王朝第20任赞普，吐蕃王朝早期所谓八德王之五。